# Arne Andersson
Arne Andersson (13 de Março de 1921 – 23 de Fevereiro de 2003) foi um jogador de futebol sueco. Ele jogou profissionalmente por IF Elfsborg e AIK no Allsvenskan (primeira divisão do futebol sueco).

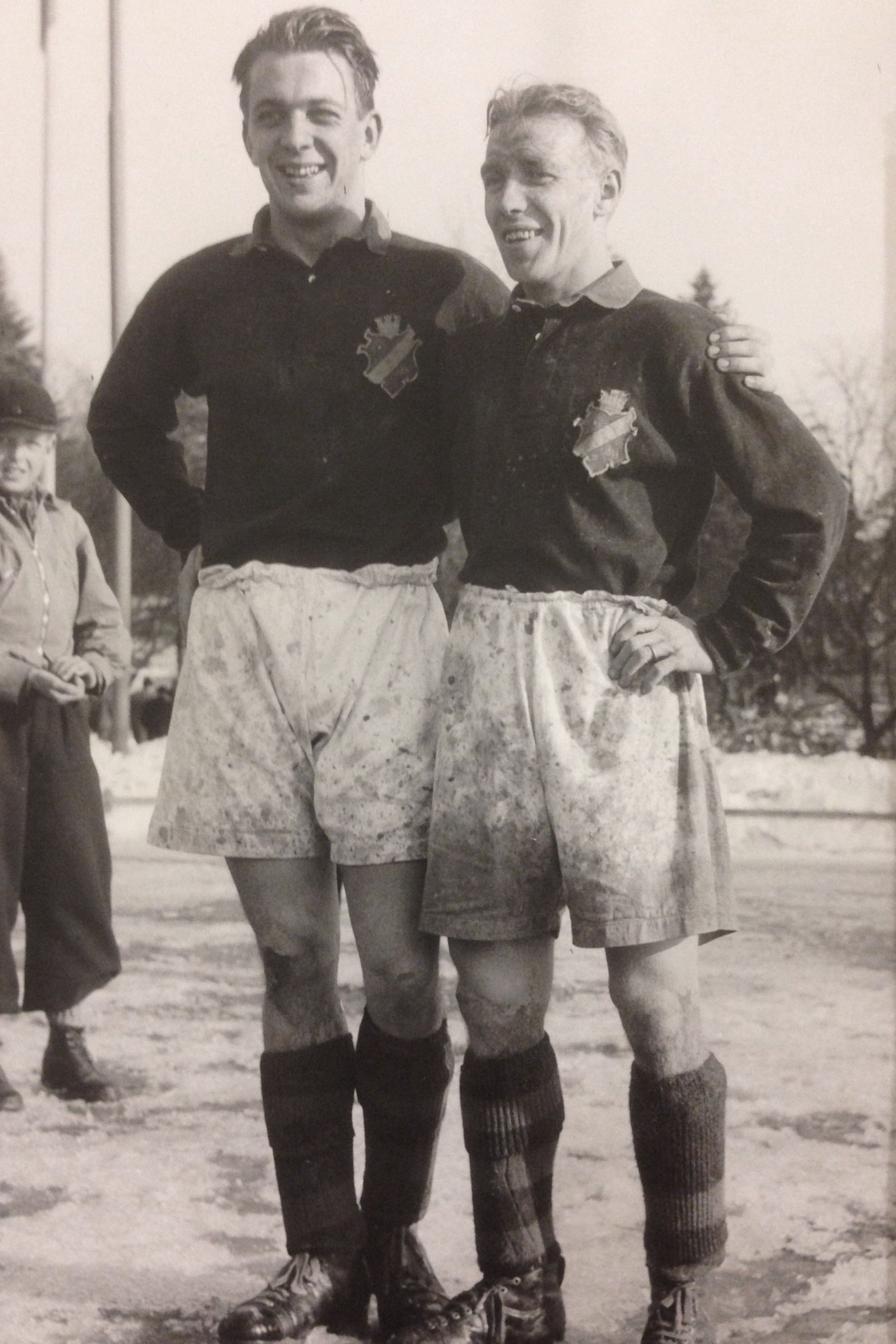
Arne Andersson e Henry "Garvis" Carlsson